# Jardins de Portolà
Els Jardins de Portolà, amb una superfície de 626 m², es troben als carrers del mateix nom i de Claudi Sabadell del barri del Putxet de Barcelona. Inaugurats el 2005, pertanyen a la torre modernista Vil·la Matilde, construïda cap al 1910 i catalogada com a bé cultural d'interès local.

## Descripció

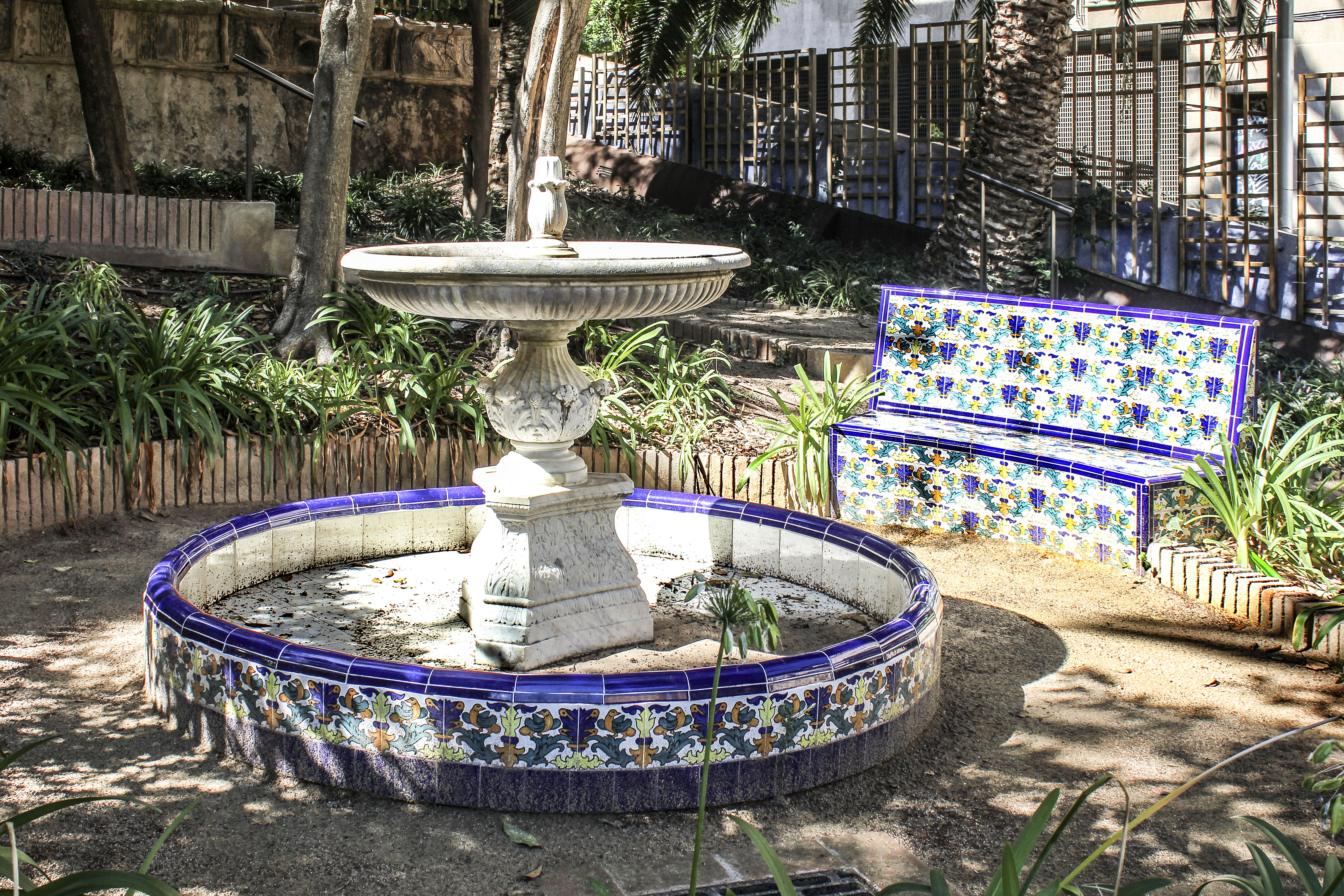
Font amb brollador i banc de ceràmica

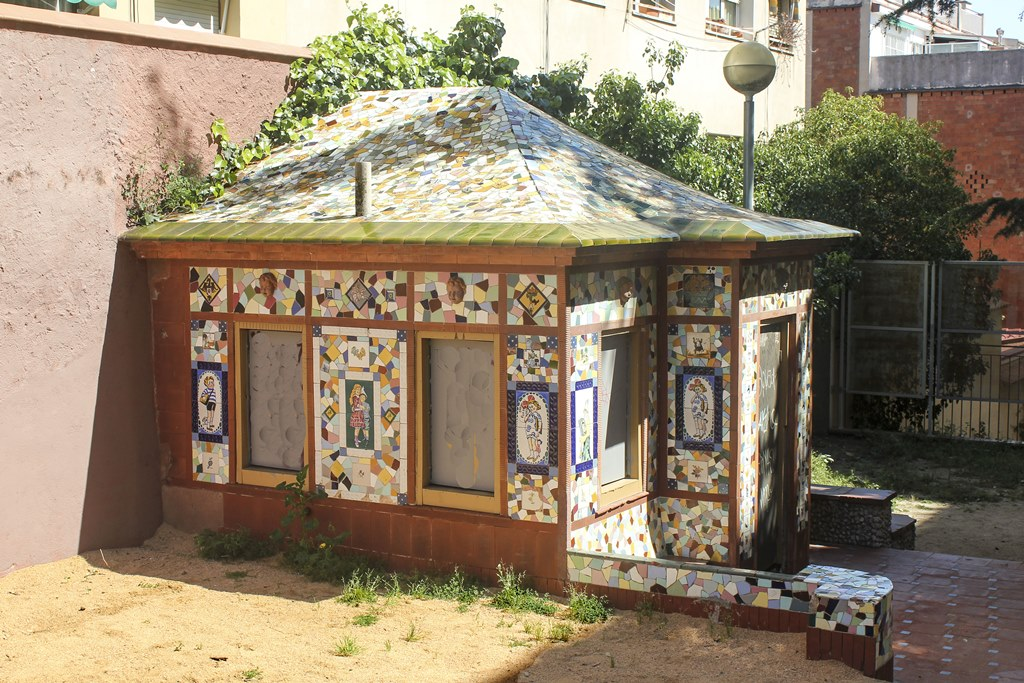
Caseta de nines

Baixant als jardins per petits trams d'escales fets amb maó a sardinell i murs laterals, pintats de blauet, es troba una pèrgola i una placeta amb una font amb brollador i un banc de ceràmica vidriada.
La vegetació és molt frondosa, amb mates de boix i arbres fruiters. Al final del jardí, en una gelosia, hi ha parra verge, oliveres, un exemplar de liquidàmbar, i flors de l'amor. A la resta de parterres hi ha plantes de flor que els entapissen amb agapants, xenixells i cintes.

### Caseta de nines
A pocs metres de la torre hi ha una caseta de nines, un element que les famílies catalanes adinerades acostumaven construir als jardins de les seves cases a principis del segle xx per a què hi juguessin les nenes. Té les façanes amb trencadís i ceràmiques i les cobertes a quatre aigües. Reprodueix una casa unifamiliar amb tot detall, però en miniatura (9 m²), amb quatre habitacions: cuina amb dues piques, bany complet amb banyera, saló i dormitori, recinte d'entrada i jardí.